# Popowo Kościelne (województwo mazowieckie)

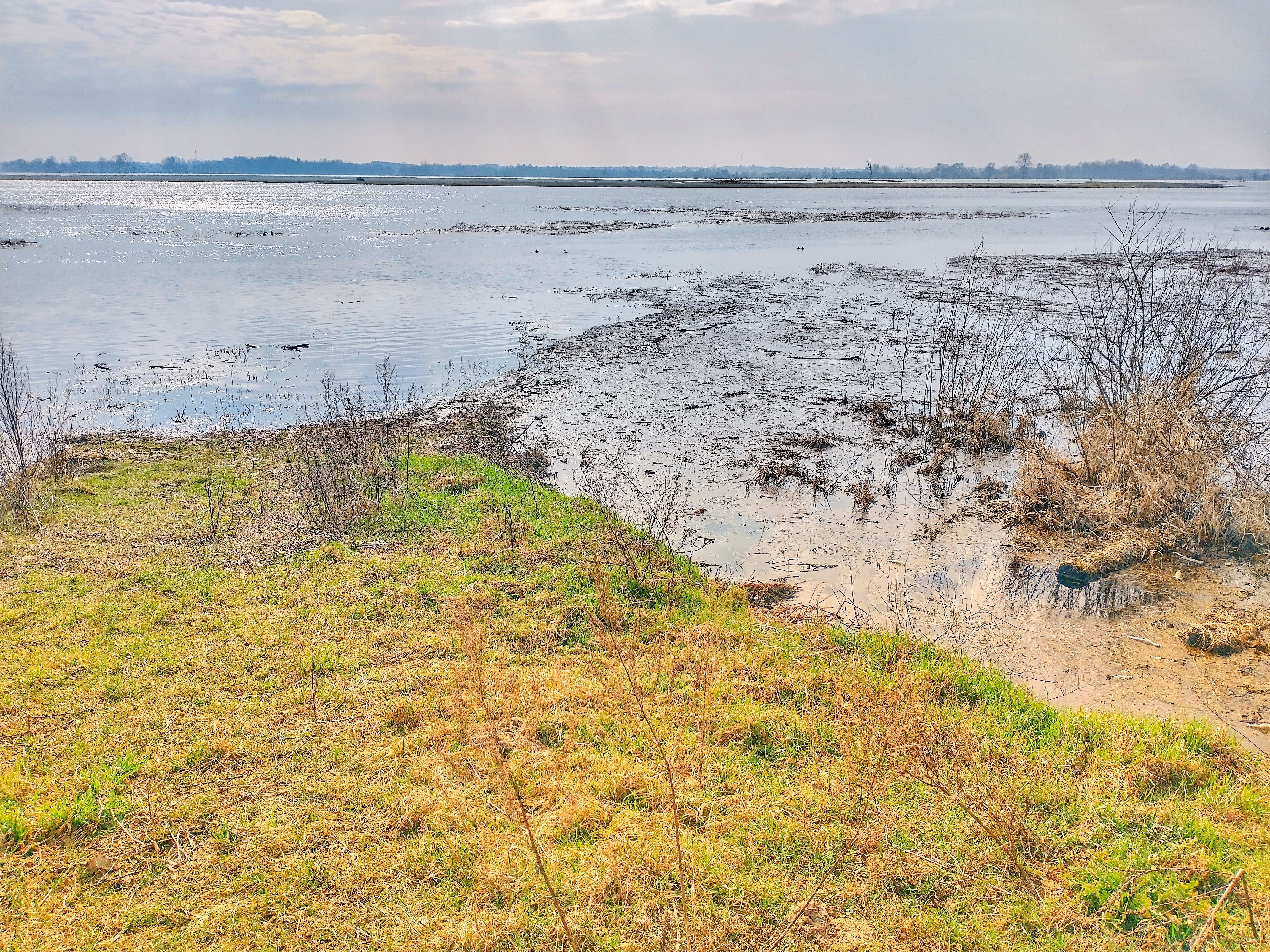
Rozlewiska Bugu w Popowie Kościelnym

Popowo Kościelne – wieś w Polsce położona w województwie mazowieckim, w powiecie wyszkowskim, w gminie Somianka. Ma status sołectwa.
Popowo Kościelne jest siedzibą Parafii Narodzenia Najświętszej Marii Panny należącej do dekanatu serockiego w diecezji płockiej.
W latach 1975–1998 miejscowość położona była w województwie ostrołęckim.
Miejscowość położona przy ujściu rzeki Bug. Od strony południowej otoczona jest rzeką, a od północnej połaciami lasu. Na terenie leśnym znajdują się działki letniskowe i ośrodki wczasowe.

## Zabytki
- zespół kościoła pw. Narodzenia NMP
  - kościół murowany neogotycki z 1900-1906 roku, według projektu Józefa Piusa Dziekońskiego
  - krypta grobowa fundatorów świątyni z 1909 roku
  - cudowny obraz Matki Bożej Popowskiej
- plebania murowana z 1838 roku
  - budynki gospodarcze z 1905 roku
- cmentarz grzebalny założony w 1837 roku z kaplicą grobową rodziny Skarżyńskich z 1848 roku
- cmentarz żydowski z XIX wieku (na wzniesieniu w lasku na północ od cmentarza katolickiego)[7]
- drewniany dom młynarza z 1912 roku
- zespół pałacowy w Popowie Parcele (własność Ministerstwa Sprawiedliwości)
  - pałac
  - park

## Pochodzenie nazwy
Nazwa miejscowości Popowo najprawdopodobniej pochodzi od nazwiska pierwszych właścicieli tych okolic, którymi byli na początku XVI wieku Popowscy. Przypuszcza się również, że może ona mieć swe korzenie w staropolskim słowie "pop" określającym księdza. Za tą etymologią nazwy przemawia związek miejscowości z kościołem praktycznie od samego początku jej istnienia.

## Ważne daty z historii miejscowości
- ok. 1203 – Pierwsze wzmianki o Popowie jako własności biskupa płockiego
- 1410 – przemarsz via serocensis (droga Wyszków – Serock) wojsk Witolda na spotkanie z armią Jagiełły w Czerwińsku
- 1380–1768 – Popowo jako majątek ziemski rodziny Popowskich herbu Pobóg
- 1768–1792 - Popowo jako majątek Michała Kozłowskiego h. Jastrzębiec, Stolnika Owruckiego[8]
- 1808 - Ślub Franciszki Kozłowskiej córki Michała Kozłowskiego z Tomaszem Skarżyńskim
- XVII-XX wiek – zamieszkanie wspólnoty żydowskiej, która posiadała własną szkołę, synagogę i cmentarz
- 1808–1864 – powstanie i działalność w Popowie urzędu gminy
- 1813 – Tomasz Skarżyński zostaje posłem ziemi pułtuskiej
- 1816–1909 – dynamiczny rozwój Popowa pod patronem rodziny Skarżyńskich
- 1817 – powstanie szkoły podstawowej
- 1888 – klęska powodzi i przesunięcie się koryta Bugu o 500 m na południe
- 1889 – praca pisarza Adolfa Dygasińskiego (1839-1902) na posadzie guwernera u rodziny Skarżyńskich
- 1939–1945 – niemiecka deportacja Żydów popowskich do getta w Makowie Mazowieckim

## Kilka dat z historii parafii
- XVII wiek – objawienie Matki Bożej; rozwój kultu maryjnego i ruchu pielgrzymkowego wokół słynącego łaskami obrazu Matki Bożej Popowskiej
- 1655 – wybudowanie pierwszej kaplicy staraniem Popowskich, dziedziców Popowa
- 28 maja 1743 – konsekracja kaplicy przez biskupa Marcina Załuskiego, sufragana płockiego
- przed 1768 – erygowanie parafii, fundatorem parafii i kościoła Michał Kozłowski h. Jastrzębiec, Stolnik Owruckiego[9]
- 1808 – rozpoczyna się rezydowanie proboszcza w Popowie
- 1900–1906 – budowa neogotyckiej świątyni według projektu Józefa Piusa Dziekońskiego staraniem ks. Jana Krzyżewskiego przy współpracy ziemianina Stanisława Skarżyńskiego
- 29 kwietnia 1909 – konsekrowanie nowej świątyni przez błogosławionego męczennika arcybiskupa Antoniego Juliana Nowowiejskiego
- 1939–1945 – kradzież przez Niemców dzwonów i wywóz kamiennych parkanów kościoła i cmentarza, liczne zniszczenia świątyni
- 14-15 czerwca 1976 – nawiedzenie parafii przez kopię cudownego obrazu Matki Bożej Częstochowskiej
- 1993 – nawiedzenie parafii przez obraz Jezusa Miłosiernego
- 10 czerwca 1999 – powstanie punktu duszpasterskiego w Gąsiorowie staraniem ks. Cezarego Siemińskiego i sołtysa Wiesława Żmijewskiego

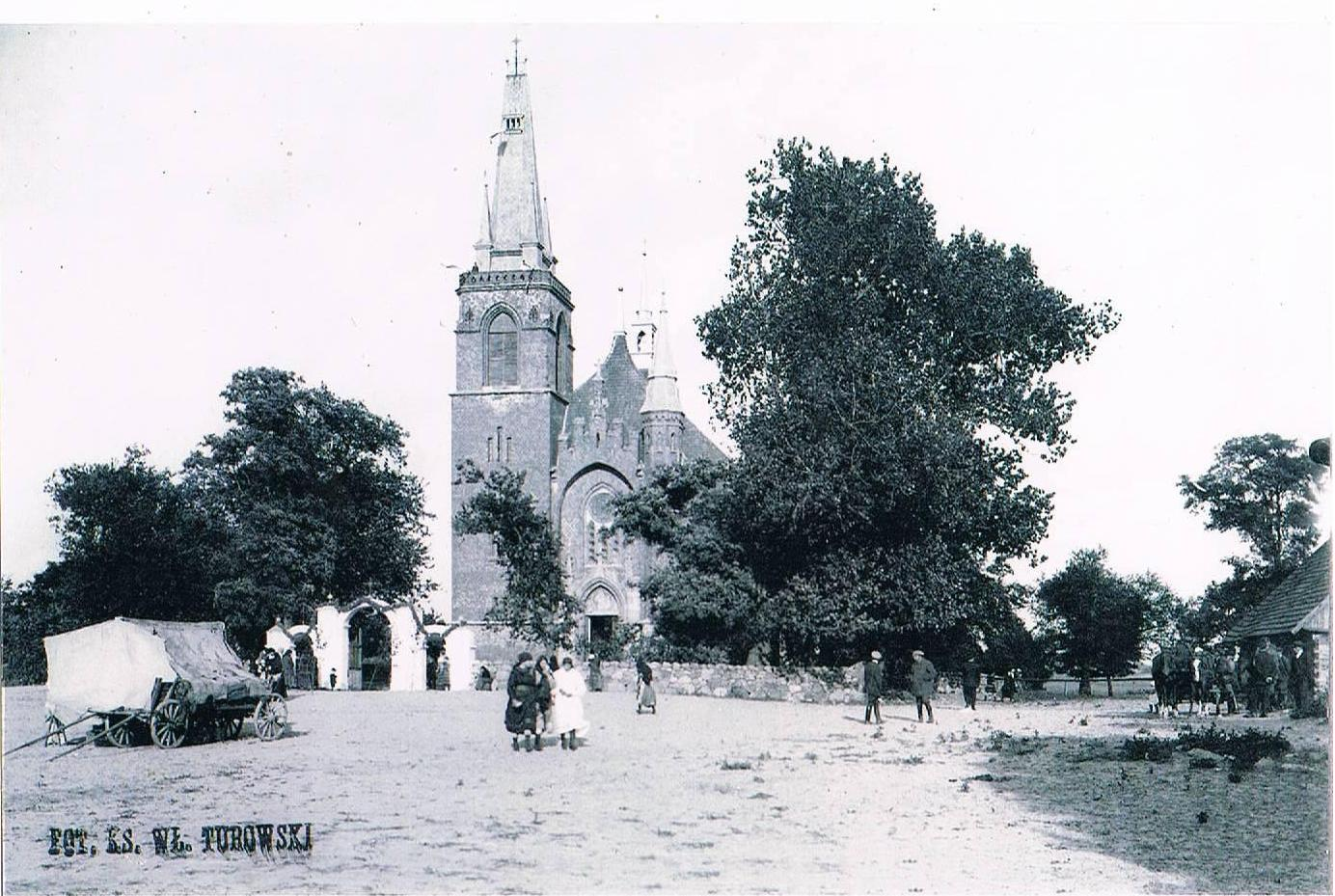
Zdjęcie wykonane w 1926 roku przez biskupa Turowskiego, fotografującego kościoły, w których bywał
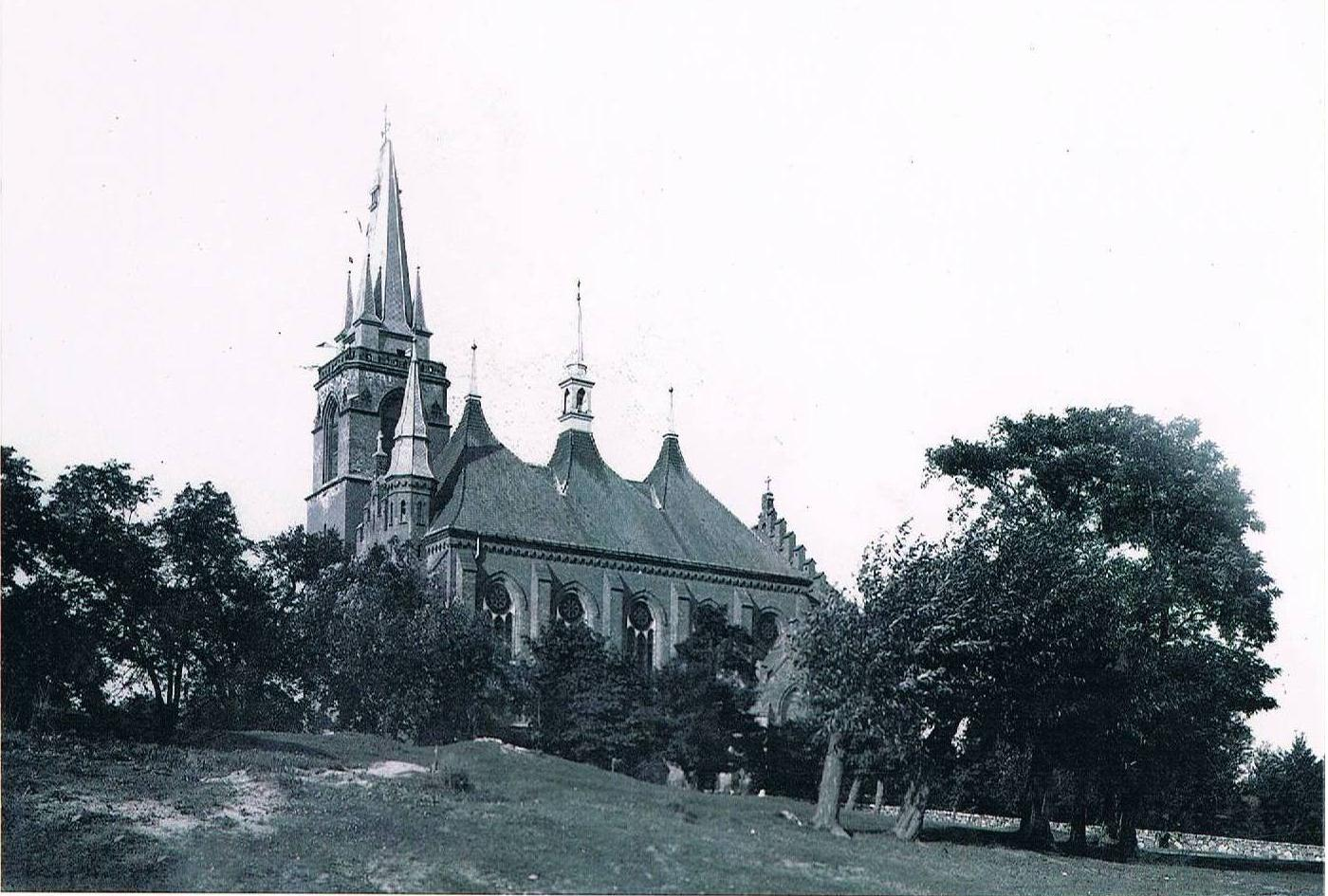
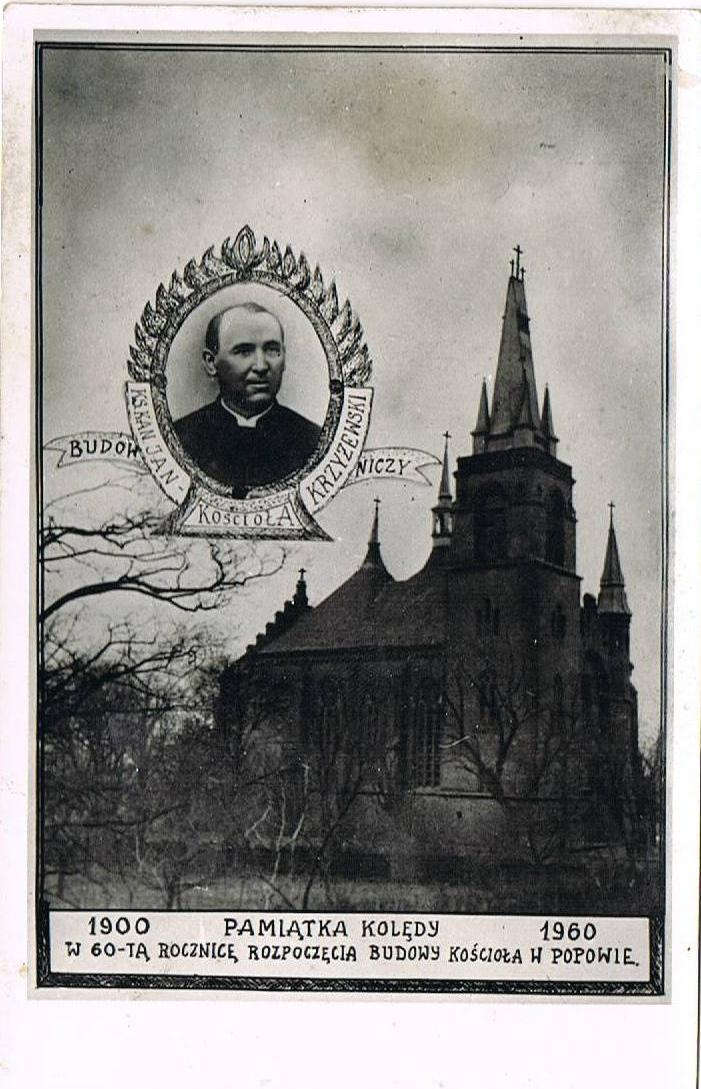
Pamiątka kolędy w 60. rocznicę rozpoczęcia budowy kościoła w Popowie

## Szlaki turystyczne[10]
- szlak niebieski rowerowy (szlak ptasi) – długość 30 km, przebieg: Somianka Parcele – Stare Płudy – Wielęcin – Huta Podgórna- Popowo Parcele – Popowo Kościelne – Janki – Jackowo Dolne – Barcice – Somianka Parcele
- szlak niebieski pieszy – długość 15 km, przebieg: Wielęcin – Huta Podgórna – Popowo Parcele – Popowo Kościelne – Janki – Jackowo Dolne – Barcice – Kępa Barcicka – Lasy Państwowe Somianka
- szlak zielony konny – długość: 17 km, przebieg: Popowo Parcele – Popowo Kościelne – Janki – Jackowo Górne – Barcice – Kępa Barcicka – Lasy Państwowe Somianka

## Ciekawostki
- 5 września 1939 r. na lotnisku polowym w Popowie Kościelnym w widłach Bugo-Narwi (35 km na północ od Okęcia) lądowały prototypy samolotów ewakuowanych z Warszawy (Jastrząb, Sum i Kobuz). Następnie wykonały loty w kierunku Lwowa[11].